# James Landy

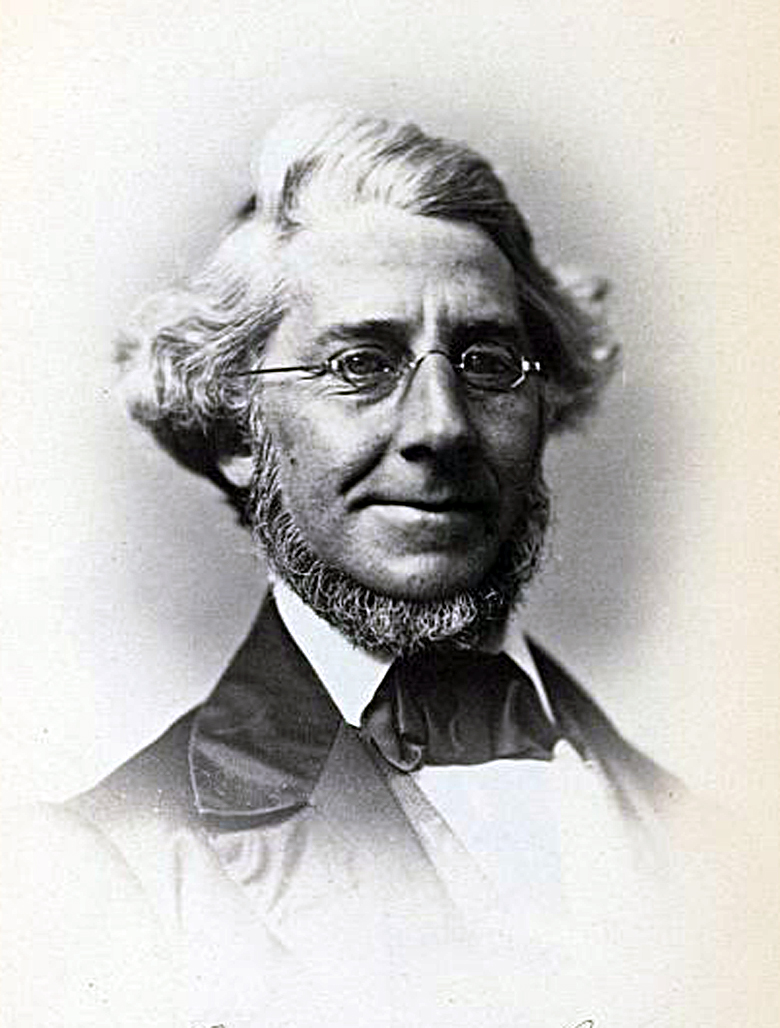
James Landy (1859)

James Landy (* 13. Oktober 1813 in Philadelphia, Pennsylvania; † 25. Juli 1875 ebenda) war ein US-amerikanischer Politiker. Zwischen 1857 und 1859 vertrat er den Bundesstaat Pennsylvania im US-Repräsentantenhaus.

## Werdegang
James Landy besuchte die öffentlichen Schulen seiner Heimat. Danach begann er ein Jurastudium, das er aber vorzeitig und ohne Abschluss beendete. Beruflich wurde er im Handel tätig. Im Jahr 1845 wurde er Mitglied im Schulausschuss. Politisch schloss er sich der Demokratischen Partei an.
Bei den Kongresswahlen des Jahres 1856 wurde Landy im dritten Wahlbezirk von Pennsylvania in das US-Repräsentantenhaus in Washington, D.C. gewählt, wo er am 4. März 1857 die Nachfolge von William Millward antrat. Da er im Jahr 1858 nicht bestätigt wurde, konnte er bis zum 3. März 1859 nur eine Legislaturperiode im Kongress absolvieren. Diese war von den Ereignissen im Vorfeld des Bürgerkrieges geprägt.
Im Jahr 1862 wurde James Landy zum Beauftragten für die Fernstraßen im Staat Pennsylvania gewählt. Er starb am 25. Juli 1875 in seiner Heimatstadt Philadelphia.